# Quatuor à cordes no 1 de Bax
Le Quatuor à cordes no 1 est une des premières œuvres de jeunesse et le premier quatuor à cordes du compositeur britannique Arnold Bax, écrit en 1918.

## Contexte
Deux quatuors à cordes de jeunesse datent des années d'études d'Arnold Bax à la Royal Academy of Music, suivis peu après par un trio pour piano, où l'alto remplace le violoncelle habituel, puis par un quintette à cordes de grande envergure. Le compositeur a plus tard répudié toutes ces premières œuvres de chambre, bien qu'elles méritent d'être remises au goût du jour. Sa première œuvre majeure dans le domaine de la musique de chambre fut son grand quintette pour piano, achevé au début de 1915, suivi en 1916 de son Elegiac Trio pour flûte, alto et harpe.
Lorsqu'il écrit son premier quatuor à cordes de maturité, la Grande Guerre en était à sa dernière année, bien que, curieusement, le quatuor soit une œuvre sereine et ne porte que peu d'influences manifestes de l'époque à laquelle il a été écrit. Il est daté de 1918 et a été créé par le Philharmonic Quartet à l'Aeolian Hall de Londres le 7 juin 1918. La partition publiée est dédiée à Edward Elgar qui, en réponse à la lettre d'Arnold Bax du 3 mars 1921 lui offrant la dédicace, répondit qu'il « en aimait l'aspect » (« liked the look of it »). Bax avait rendu visite à Edward Elgar à Birchwood à l'âge de dix-sept ans et lui avait écrit : « Je serais très heureux si vous acceptiez cette simple œuvre en souvenir d'une journée inoubliable et de tout le plaisir que votre propre musique m'a procuré » (« I should be very pleased if you will accept this simple work in memory of an unforgettable day and all the pleasure your own music has given me »).

## Structure
L'œuvre se compose de trois mouvements :
1. Allegretto semplice
2. Lento e molto expressivo
3. Rondo : Allegro vivace

## Analyse

### Premier mouvement
L'ouverture du premier mouvement, qui ressemble à une sérénade joyeuse, rappelle d'abord les textures de la musique de chambre tardive d'Antonín Dvořák, et Arnold Bax fait preuve d'une remarquable maîtrise des textures variées du médium. Le premier thème est bientôt suivi d'un second contenant des éléments du premier, puis d'une idée plus lente et mélancolique. Cette section médiane passe par une succession avant que le thème d'ouverture ne revienne fortissimo.

### Deuxième mouvement
Dans le mouvement lent, le compositeur écrit une mélodie triste, peut-être liée à la guerre ou au souvenir d'amis perdus en Irlande, ou encore au regret des années qui passent, cause d'une grave dépression des dernières années de guerre dernières années. Une brève allusion au Concerto pour violon d'Edward Elgar laisse entendre qu'il pourrait s'agir du dernier de ces éléments. Les indications d'exécution comprennent « molto expressivo  [sic] » et « very delicate and expressive ». Dans la section centrale, tous les instruments sont en sourdine, comme ils le sont pour la fin feutrée.

### Troisième mouvement
Le fait que les pensées du compositeur se trouvent en Irlande est confirmé par le dernier mouvement, avec son ouverture en forme de gigue sauvage, commençant en 
 mais avec une deuxième idée en 
, alors que la musique devient de plus en plus sauvage. La musique rapide cède la place à un air « irlandais » magnifiquement mémorable, qu'Arnold Bax prétendait être original, mais dont le public irlandais était convaincu qu'il était adapté de la chanson folklorique Bán Cnuic Éireann Óg (« Les belles collines d'Irlande »). Arnold Bax était un ami de Herbert Hughes, l'arrangeur de chansons folkloriques irlandaises, et la version de Hughes de cet air, intitulée The Lament of Fanaid Grove, a été jouée par leur amie commune, la violoncelliste Beatrice Harrison.

## Discographie
- String Quartets Nos. 1 and 2, Maggini Quartet, Naxos, 8.555282, octobre 2001.